# Rifle EM-2
O EM-2, também conhecido como Rifle No.9 Mk1 ou Janson rifle, foi um rifle de assalto experimental britânico que foi brevemente adotado pelas forças britânicas em 1951.

## Usuários
- Reino Unido[carece de fontes?]
- Canadá[carece de fontes?]